# Gemonische trappen

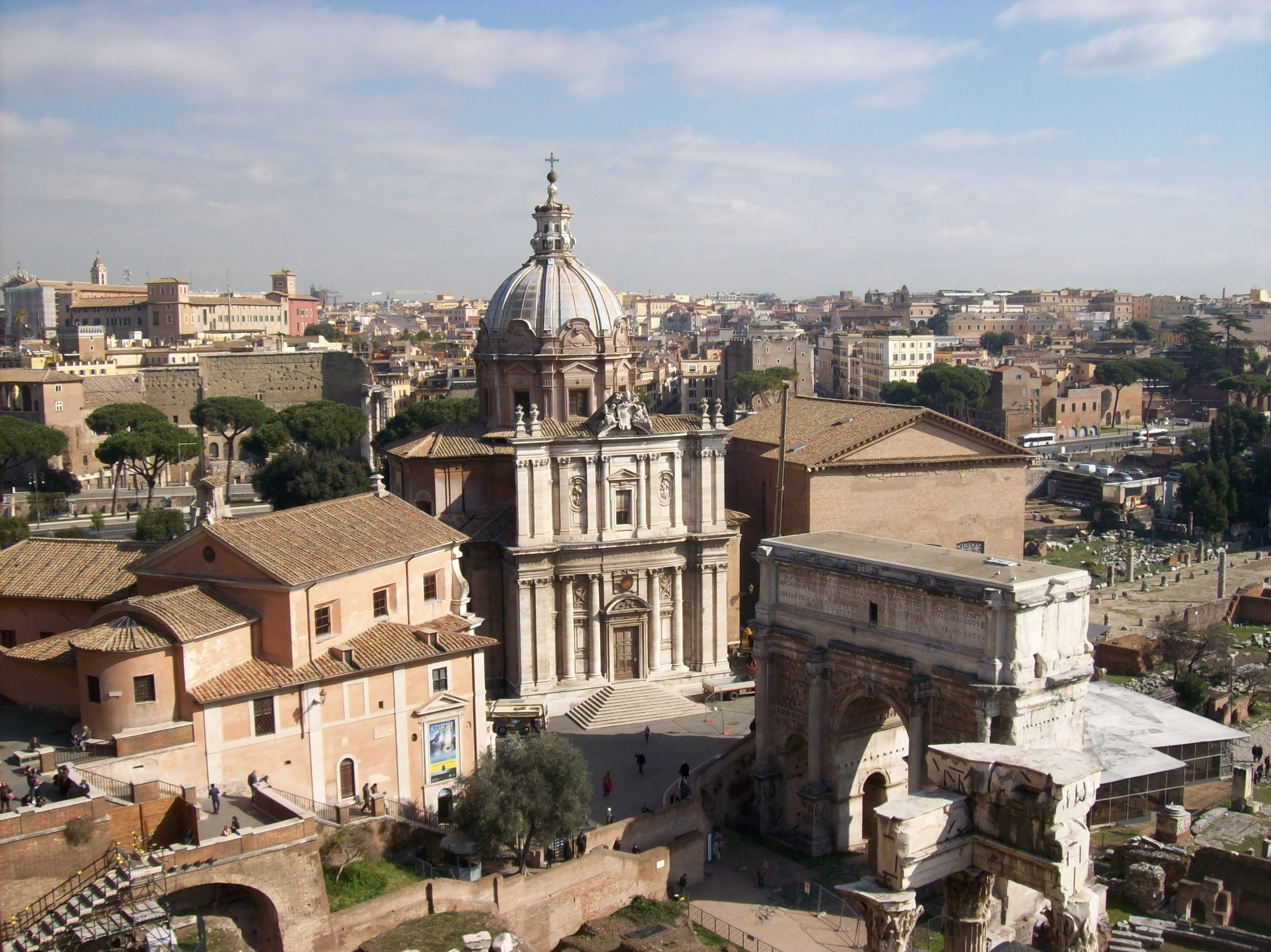
De Gemonische trappen lagen op de plaats van de moderne trap van de Via di San Pietro in Carcere, linksonder voor de Marmetijnse gevangenis

De Gemonische trappen (Latijn: Scalae Gemoniae), ook bekend als de Trap der Zuchten, was een weg in het oude Rome. Hij liep van het Forum Romanum naar de top van de naastgelegen Capitolijn. Terdoodveroordeelden werden gewurgd en vervolgens werd hun lijk van de trap naar beneden gegooid, waar ze lange tijd bleven liggen. De lijken werden door de Romeinse burgers beschimpt en dieren vraten ze aan. Uiteindelijk werden de restanten in de Tiber gegooid.
De trap begon aan de voet van de Capitolijn, naast de Tempel van Concordia. Aan de andere zijde stond de Mamertijnse gevangenis, waar de veroordeelden gevangen werden gehouden. Van hieruit liep de trap tegen de heuvel op naar de Arx, de heuveltop waar de Tempel van Juno Moneta stond. De trap is waarschijnlijk aangelegd tijdens de regering van keizer Tiberius (14-37 n.Chr.), want voor die tijd zijn er geen bekende vermeldingen van. Tiberius liet ook de Tempel van Concordia herbouwen en mogelijk maakte de constructie van de Gemonische trappen deel uit van hetzelfde bouwproject. 
Een van de bekendste slachtoffers op de trap was de invloedrijke pretoriaanse prefect Seianus. Nadat Tiberius in 31 zijn vertrouwen in Seianus verloor, werd deze ter dood veroordeeld en gewurgd. Het volk scheurde vervolgens op de trap zijn lijk aan stukken. Een andere bekende geëxecuteerde was de keizer Vitellius, die in 69 korte tijd regeerde, maar na de machtsovername door Vespasianus op deze plaats werd gedood en in de Tiber werd gegooid. 
De moderne Via di San Pietro in Carcere volgt vanaf de Marmetijnse gevangenis waarschijnlijk voor een belangrijk deel de route van de Gemonische trappen. 

## Bron
- L. Richardson, jr, A New Topographical Dictionary of Ancient Rome, Baltimore - London 1992. pp.344 ISBN 0801843006
- J. Lendering, Stad in marmer. Gids voor het antieke Rome aan de hand van tijdgenoten, Amsterdam, 2002. pp.136, 139 ISBN 902533153X
- A. Claridge, Rome (Oxford Archaeological Guides), London 1998. pp.231 ISBN 019288003-9